# Adolfo Consolini
Adolfo Consolini (Costermano, 1917. január 5. – Milánó, 1969. december 20.) olimpiai bajnok olasz atléta, diszkoszvető.

## Pályafutása
Négy olimpián vett részt, 1948-ban olimpiai csúccsal első, 1952-ben második, 1956-ban hatodik, 1960-ban tizenhetedik lett.
A római olimpián 47 évesen vett részt, és a házigazda csapat veteránjaként ő mondta az olimpiai sportolói esküt.

## Eredményei
- olimpiai bajnok (1948)
- 3-szoros Európa-bajnok (1946, 1950, 1954)
- 15-szörös olasz bajnok (1939, 1941, 1942, 1945, 1949, 1950, 1952, 1953, 1954, 1955, 1056, 1957, 1958, 1959, 1960)
- háromszor volt világcsúcstartó diszkoszvetésben